# いつも心に歌謡曲
いつも心に歌謡曲（いつもこころにかようきょく）は、2012年10月11日からHBCラジオで放送されているラジオ番組。

演歌と歌謡曲の番組。テーマソングは、吉幾三が作詞、作曲、歌唱する「いつも心に歌謡曲♪♬」。
番組名の略称は「ここうた」。

## 放送時間
- 日曜 11:00 - 11:30（JST）

※2023年10月8日から。
※2023年10月1日までは、日曜 17:00 - 17:30（JST）ファイターズ中継が延長する場合は、放送時間の変更または休止の場合あり。

## 出演者
- 奥田ゆか（HBCパーソナリティ）[1]
- 内記章（元オリコン札幌支局長で音楽ジャーナリスト・オフィスナイキ代表）[2]※月に一度出演